# Лебедянка (Кемеровская область)
Лебедя́нка — село в составе Анжеро-Судженского городского округа Кемеровской области.

## География
Находится на пересечении рек Алчедат и Китат. 

## История
Основано переселенцами из слободской Украины: Полтава, г. Сумы и украинских слобод : таких как:казачья слобода "Белая"( в настоящее время в составе РФ Курской области, а в прежние времена эта территория была слободской Украиной),на реке Суджа отсюда и название села "Судженка" и как следствие Анжеро-Судженска. Так же в Лебедянку переселялись жители Тамбовской губернии. 
Живописная местность: равнина, тайга, отличная охота и рыбалка, грибные и ягодные места, кристально-чистое озеро «карьер» (бывший, затопленный карьер (забой) по добыче известняка), ранее от Лебедянки до Томска существовала дорога через лес по которой жители села Лебедянка шли пешком в Томск (в то время столица губернии) в дни больших церковных праздников "крестным-ходом", а также возили продавать продукты питания, которые сами и производили. 
В советские годы во время войны население трудилось в Яйском совхозе, а позднее на шахте «Судженская». 

## Население
| 2010 |
| ---- |
| 412  |

## Инфраструктура
В селе имеются библиотека, начальная школа, медпункт, два продуктово-хозяйственных магазина.

### Улицы[2]
- Верхняя Каменка ул.
- Лесная ул.
- Нижняя Каменка ул.
- Семеновка пер.
- Семеновка ул.
- Советская ул.
- Советский пер.

## Транспорт
В Лебедянку с интервалом в 1 час ходит городской автобус.

## Русская православная церковь
В до советское время в Лебедянке была действующая церковь, которая во время советской власти была переоборудована в клуб, а впоследствии после пожара была разобрана. 